# Le Rendez-vous (nouvelle)
Pour les articles homonymes, voir Rendez-vous.
Le Rendez-vous est une nouvelle de Guy de Maupassant, parue en 1889.

## Historique
Le Rendez-vous est une nouvelle initialement publiée dans L'Écho de Paris du 23 février 1889, puis dans le recueil  La Main gauche en 1889.

## Résumé
Femme d'un agent de change très mondain, Mme Haggan a rendez-vous avec le beau vicomte de Martelet, son amant depuis deux ans. Mais le cœur n'y est plus pour elle alors elle traîna sur le chemin du rendez-vous jusqu'à manquer complètement l'heure. Au square où elle s'était arrêtée pour songer à ses précédents rendez-vous qui ne lui procuraient plus aucune joie, elle tombe sur le baron. Il l'invita à aller voir sa collection d'objets japonais. Elle refusa mais l'insistance de l'homme la fit céder à sa demande. Bien qu'elle manque volontairement sa rencontre avec son amant, cela ne l'ennuyait pas, Mme Haggan envoya un télégramme au vicomte de Martelet pour l'inviter à un dîner pour se faire pardonner de son absence.

## Éditions
- 1889 -  Le Rendez-vous, dans L'Écho de Paris du 23 février 1889
- 1889 -  Le Rendez-vous, dans La Vie populaire du 18 avril 1889
- 1889 -  Le Rendez-vous, dans La Main gauche recueil paru en 1889 chez l'éditeur  Paul Ollendorff
- 1907 -  Le Rendez-vous, dans Boule de suif recueil paru en 1907 chez l'éditeur  Paul Ollendorff
- 1979 -  Le Rendez-vous, dans Maupassant, Contes et nouvelles, tome II, texte établi et annoté par Louis Forestier, Bibliothèque de la Pléiade, éditions Gallimard.

## Lire
- Le Rendez-vous est dans le recueil Boule de suif, (P. Ollendorff, 1907),